# شون كامب
شون كامب (بالإنجليزية: Shawn Camp)‏ هو لاعب كرة قاعدة أمريكي، ولد في 18 نوفمبر 1975 في فيرفاكس في الولايات المتحدة.

## وصلات خارجية
- شون كامب على موقع دوري كرة القاعدة الرئيسي (الإنجليزية)
- شون كامب على موقعبيزبول رفرنس.كوم (الدوري الرئيسي) (الإنجليزية)
- شون كامب على موقعبيزبول رفرنس.كوم (الدوري الثانوي) (الإنجليزية)
- شون كامب على موقع إي إس بي إن.كوم (أم.أل.بي) (الإنجليزية)
- شون كامب على موقع مشجعي الرسوم البيانية (الإنجليزية)